# Герасим Болдинский
Гера́сим Бо́лдинский (в миру Григорий; 1489, Переславль-Залесский — 1 мая 1554, Троицкий Болдин монастырь) — монах Русской церкви, основатель Болдина монастыря под Дорогобужем и Жиздринского Троицкого монастыря.
Дни памяти:
- 1 (14) мая — преставление;
- 23 мая (5 июня) — Собор Ростово-Ярославских святых
- 7 (20) июля — обретение мощей;
- в воскресенье перед 28 июля (10 августа) — Собор Смоленских святых.

## Хронология жития
«Сей убо преподобный отецъ нашъ Герасимъ отечество и воспитание имея во граде Переяславле, рекомемъ Залежъском, в нем же родися от благоговеину родителю… Егда же родися отроча, тогда нарекоша имя ему Григорий…».

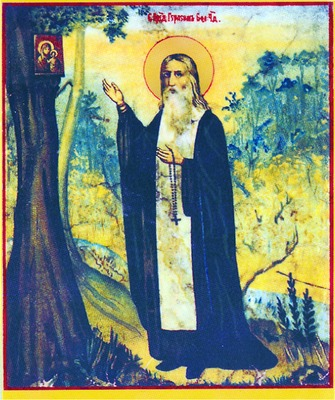
Раскрашенная литография начала XX века

В 1502 году Григорий умолил почитаемого подвижника Даниила принять его послушником и поселился в одной келье с Даниилом в Горицком монастыре города Переславля-Залесского.
После 1508 года Григорий принял постриг в Троицком Данилове монастыре и наречён в иночестве Герасимом. Монастырь строился на «божедомьи», то есть на месте, где была богадельня, призревавшая увечных, слепых, хромых, не способных к работе, и должен был взять на себя заботу об этих несчастных. Уходу за ними и были посвящены труды новопостриженого инока Герасима. Самое же главное его послушание состояло в изготовлении обуви для «божедомных людей», почему среди братии Горицкого монастыря он и назывался «кожешвец» (сапожник). «И когда жил Герасим в своей келье, начал он труды к трудам прилагать и подвиги к подвигам, в посте и молитве беспрестанной день и ночь без сна пребывая».
25 марта 1528 года «пришел есми аз на место сие, аки един от нищих, на лес сей, в пустыни, на ней же разбойницы живяху, зовому Болдино, в Дорогобужской уездъ, в лето 7036-го <1528> марта въ 25 день, Богом наставляем».
Однажды проходившие мимо свирепые люди, не боящиеся Бога, ругались на преподобного, зло били и влачили его.

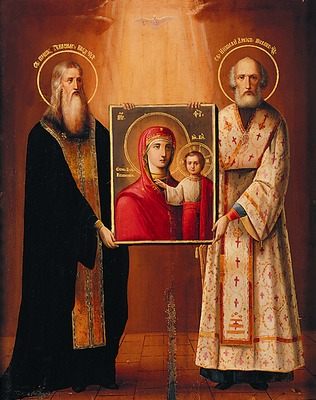
Святитель Николай Чудотворец и преподобный Герасим с Казанской иконой Божией Матери. Икона 2-й половины XIX века из Герасимова Болдинского монастыря

В 1530 году, по прошествии двух лет со времени поселения его при Московской дороге в Дорогобужском лесу было ему видение в ночи. Преподобный ясно услышал невдалеке от своей хижины звон как бы множества колоколов, искусно подобранных один к другому. «И абие тако же во вторую нощь и третию звонъ велий слышитъ на долгъ часъ… И заутра воста иде на место, идеже слыша звонъ… Бе же ту источникъ, Болдинъ нарицаемый, у него же бяше место зело красно и суховидно, окатно всюду… Посреди же места того бяше древо, дуб глаголемый. Дивно же древо сие…». На возвышении посреди поляны рос величественный дуб, разделявшийся вверху на три мощные ветви, такие, что капли дождя не могли промочить человека, который пожелал бы укрыться под его сенью. «… и воздвиже руце на небо, молитву творя на долгъ часъ, глаголя: Сей покой мой, зде вселюся в векъ века…». С посохом в руке и котомкой за плечами Герасим отправился пешком в Москву бить челом Великому князю Василию III о дозволении построить монастырь.
9 мая 1530 года был освящён храм во имя Живоначальной Троицы с приделом, посвящённым преподобному Сергию. Спустя некоторое время был выстроен тёплый храм в память Введения во храм Пресвятой Богородицы.
В 1535 году Герасим со своим учеником Симеоном пришёл в Вязьму, где позже основал Иоанно-Предтеченский монастырь.
В 1542—1543 годах «повеле поставити им игумена от ученикъ своих, именем Симеона… Потом же создал обитель во Брянском уезде, на Брынском лесу. И повеле им поставити строителя, именем Петра Корастелева, на реке на Жиздре, во имя Пресвятыя Троицы (Церковь, выстроенная во имя Живоначальной Троицы имела приделы Введения во храм Пресвятой Богородицы и преподобного Сергия Радонежского. Потом создал обитель в Дорогобужском же уезде, на реке на Непре <Днепре>, еже есть, постави Сергия, в Вырковых <Сверковых> Луках».
Герасим скончался 1 мая 1554 года в основанном им монастыре: «И тако святую свою трудолюбную и многострадальную душу предаде в руце Божии… в лето 7062-е <1554>, индикта 12-гонадесят, майя въ 1 день в седмый час нощи».
3 февраля 2016 года решением Архиерейского собора Русской православной церкви был канонизирован для общецерковного почитания в числе других подвижников, которые почитались, но не были прославлены общецерковно.